# Live With the Possum
Albums de George Jones
Cold Hard Truth
(1999) The Rock: Stone Cold Country 2001
(2001)
Live With the Possum  est un album de l'artiste américain de musique country George Jones. Cet album est sorti le 9 novembre 1999 sur le label Asylum Records. C'est le deuxième et dernier album de Jones sur ce label. C'est aussi le deuxième album live de Jones. L'album a été enregistré à Knoxville au début des années 1990, il s'agit de la bande originale du film d'un concert de Jones publié par le passé et intitulé Live in Tennessee.

## Liste des pistes
| No  | Titre                                                                                       | Auteur | Durée |
| --- | ------------------------------------------------------------------------------------------- | ------ | ----- |
| 1.  | Intro (par Alan Jackson)                                                                    |        |       |
| 2.  | No Show Jones                                                                               |        | 3:19  |
| 3.  | Once You've Had the Best                                                                    |        | 3:19  |
| 4.  | The Race Is On                                                                              |        | 2:17  |
| 5.  | Bartender's Blues                                                                           |        | 4:19  |
| 6.  | A Picture of Me (Without You)                                                               |        | 3:48  |
| 7.  | The One I Loved Back Then (The Corvette Song)                                               |        | 3:01  |
| 8.  | Who's Gonna Fill Their Shoes                                                                |        | 3:33  |
| 9.  | She Loved a Lot in Her Time                                                                 |        | 4:31  |
| 10. | I'll Share My World With You/Window Up Above/The Grand Tour/Walk Through This World with Me |        | 4:39  |
| 11. | One Woman Man                                                                               |        | 2:20  |
| 12. | Orange Blossom Special [Instrumental]                                                       |        | 2:16  |
| 13. | He Stopped Loving Her Today                                                                 |        | 3:50  |
| 14. | I Don't Need Your Rockin' Chair (avec Mark Chesnutt et Tracy Lawrence)                      |        |       |

## Positions dans les charts

### Album
| Chart (1999)                      | Positions |
| --------------------------------- | --------- |
| U.S. Billboard Top Country Albums | 72        |